# Le Petit Spirou (film)
Pour l’article homonyme, voir Le Petit Spirou.
Pour plus de détails, voir Fiche technique et Distribution.
Le Petit Spirou est une comédie franco-belge coécrite, coproduite et réalisée par Nicolas Bary, tourné en 2016 et sorti en 2017.
Il s’agit de l’adaptation de la bande dessinée éponyme créée par Philippe Tome et Janry.
Ce film est présenté en avant-première mondiale en août 2017 au Festival d'Angoulême.

## Synopsis
Tout comme les autres membres de sa famille avant lui, le Petit Spirou a un destin professionnel tout tracé : devenir groom. Sa mère lui annonce qu’il intègrera dès la rentrée prochaine l’École des Grooms. Avec ses amis, il utilise les derniers jours de classe pour déclarer sa flamme à Suzette.

## Fiche technique
Sauf indication contraire, les informations mentionnées dans cette section peuvent être confirmées par les bases de données cinématographiques IMDb et Allociné,  présentes dans la section « Liens externes ».
- Titre original : Le Petit Spirou
- Réalisation : Nicolas Bary
- Scénario, adaptation et dialogues : Nicolas Bary et Laurent Turner, en collaboration avec Laure Hennequart pour les dialogues, d'après la bande dessinée éponyme créée par Philippe Tome et Janry
- Musique : Rolfe Kent
- Décors : Stéphane Rozenbaum
- Costumes : Agnès Beziers
- Photographie : Vincent Gallot
- Son : Roland Voglaire, Vincent Cosson, Alexis Leverve, Quentin Collette, Charles de Ville
- Montage : Véronique Lange
- Production : Nicolas Bary, Jean Cottin et Nathanaël La Combe
  - Production associée : Philippe Logie
  - Coproduction : Léon Pérahia
- Sociétés de production[1] :
  - France : Les Films du Cap, Les Partenaires et France 2 Cinéma, avec la participation de Orange Cinéma Séries, Canal+ et France Télévisions
  - Belgique : Belvision, Voo et BeTV
- Sociétés de distribution[2] : Apollo Films / La Belle Company (France) ; Kinepolis Film Distribution (Belgique) ; TVA Films (Québec) ; Pathé Films AG (Suisse romande)
- Budget : 7 996 406 €[3]
- Pays de production :  France,  Belgique
- Langue originale : français
- Format[4] : couleur — 2,35:1 (Cinémascope)
- Genre : comédie
- Durée : 86 minutes
- Dates de sortie[5] :
  - France : 27 août 2017 (Festival du film francophone d'Angoulême) ; 27 septembre 2017 (sortie nationale)
  - Belgique, Suisse romande : 27 septembre 2017[6],[7]
  - Québec : 2 mars 2018[8]
- Classification[9] :
  - France : tous publics (conseillé à partir de 8 ans)[10],[11]
  - Belgique : tous publics (Alle Leeftijden)[6]
  - Suisse romande : interdit aux moins de 6 ans[12]
  - Québec : tous publics (G - General Rating)[8]

## Distribution
- Sacha Pinault : le petit Spirou
- François Damiens : Désiré Mégot
- Pierre Richard : Grand Papy
- Natacha Régnier : Alice Spirou, la mère de Spirou
- Philippe Katerine : l'abbé Langélusse
- Gwendolyn Gourvenec : Mademoiselle Claudia Chiffre
- Armelle : la voyante
- Lila Poulet-Berenfeld : Suzette
- Mahé Laridan : Vertignasse
- Timothée Moffen : Cassius
- Gwendal Malguid-Salvatore : Ponchelot
- Aaron Denis : André-Jean-Baptiste
- Mahoganie-Elfie Elis : Éléonore
- Pierre Gommé : Jim Brioul
- Tom Grimplet : Jean-Henri Masseur
- Juliette Aver : la bijoutière
- Clément Michel : le tailleur de costumes
- Virginie Hocq : la directrice de l'école des grooms
- Laure Hennequart : la femme fatale
- Amaury de Crayencour : groom de l'hôtel
- Barbara Probst : cliente de l'hôtel

## Production

### Genèse et développement
En 1993 un projet de film avait été lancé. En juin 2014, il est annoncé que la société de production Les Partenaires a acquis les droits de la bande-dessinée Le Petit Spirou pour une adaptation cinématographique en prises de vues réelles. Dès le début du projet, Nicolas Bary y est attaché comme réalisateur. C'est la troisième fois que Nicolas Bary signe l'adaptation d'une œuvre pour enfants sur grand écran, après Les Enfants de Timpelbach sorti en 2008 et Au bonheur des ogres sorti en 2013.

### Attribution des rôles
En avril 2016, François Damiens, Pierre Richard et Philippe Katerine sont annoncés dans la distribution, dans des rôles non précisés. Sacha Pinault joue son premier rôle au cinéma.

### Tournage
Le tournage a lieu à Paris, notamment dans le 15e arrondissement. Quelques scènes sont tournées au Vésinet pendant quelques jours. Un gymnase du Raincy sert par ailleurs de studio pour abriter divers décors. Le tournage s'achève en octobre 2016.

## Musique
Vianney interprète la chanson du film, Si on chantait, qui reprend l'air gospel de Oh Happy Day.
Le reste de la bande originale est majoritairement composée par le Britannique Rolfe Kent.
Bande originale:
Bandes originales de Le Petit Spirou
| 1.  | Les cerfs volants          | Rolfe Kent       | 1 min 04 s |
| 2.  | La voie familiale          | Rolfe Kent       | 1 min 13 s |
| 3.  | Leçon d'ascenseur          | Rolfe Kent       | 2 min 22 s |
| 4.  | Cauchemar                  | Rolfe Kent       | 1 min 43 s |
| 5.  | La voyante                 | Rolfe Kent       | 55 s       |
| 6.  | La bande s'organise        | Rolfe Kent       | 2 min 13 s |
| 7.  | La bague de 300 carats     | Rolfe Kent       | 1 min 23 s |
| 8.  | Le coaching de grand papy  | Rolfe Kent       | 59 s       |
| 9.  | Commando nocture           | Rolfe Kent       | 1 min 51 s |
| 10. | Mégot prend une douche     | Rolfe Kent       | 1 min 41 s |
| 11. | La philosophie de Mr Mégot | Rolfe Kent       | 1 min 17 s |
| 12. | La bande des tigres        | Rolfe Kent       | 1 min 03 s |
| 13. | La grande aventure         | Rolfe Kent       | 1 min 48 s |
| 14. | Suzette et Spriou          | Rolfe Kent       | 1 min 26 s |
| 15. | Course poursuite           | Rolfe Kent       | 1 min 32 s |
| 16. | Une évasion étroite        | Rolfe Kent       | 1 min 51 s |
| 17. | Mon aventurier             | Rolfe Kent       | 1 min 56 s |
| 18. | Retrouvailles              | Rolfe Kent       | 1 min 32 s |
| 19. | Spirou                     | Rolfe Kent       | 1 min 45 s |
| 20. | Odile                      | Nadéah           | 2 min 51 s |
| 21. | Jungle Drum                | Emiliana Torrini | 2 min 13 s |
| 22. | Si on chantait             | Vianney          | 3 min 12 s |

## Accueil

### Accueil critique
Le film obtient la note de 2,8/5 par la presse, dont la note de 4/5 pour le magazine Closer et 3/5 par Le Parisien. Sur le site Allociné en janvier 2018, le public est mitigé, le film reçoit la note de 2,6/5.

### Sorties
Le Petit Spirou est sorti en salles le 27 septembre 2017. Il est sorti en DVD en janvier 2018.

### Box office
Le film atteint 225 000 spectateurs au cinéma pour sa première semaine d'exploitation. Le film finit sa carrière avec 463 410 entrées.

## Distinctions
Entre 2017 et 2018, le film Le Petit Spirou a été sélectionné 6 fois dans diverses catégories et a remporté 1 récompense,.

### Récompenses
- Festival International du Film pour enfants et jeune public SCHLiNGEL 2017 : Prix de la Ville de Chemnitz pour Nicolas Bary.

### Sélections
- Festival du film français d'Helvétie 2017 : Long métrage - sélection FFFH[28].
- Festival du film francophone d'Angoulême 2017 : Avant première.
- Festival international du film de Dubaï 2017 : Long métrage - cinéma pour enfants[29].
- Oh Là Là ! - Festival de Films Français de Comédie 2017 : Sélection officielle[30].
- Rendez-vous d'Unifrance à Paris 2018 : Sélection Press junket[31].